# Садбери Вулвз
«Са́дбери Вулвз» (англ. Sudbury Wolves) — молодёжный хоккейный клуб из города Садбери, Онтарио. Выступает в Хоккейной лиге Онтарио. Обладатель Кубка Мира среди молодёжных клубных команд 2012.

## История
Клуб образован в 1945 году как «Барри Флайерз» (англ. Barrie Flyers) и выступал в OHA. Главным достижением команды стали две победы (1951 и 1953 годы) и финал (1948 года) в Мемориальном кубке.
В 1960 году владельцы команды перевезли команду в Ниагара-Фолс (провинция Онтарио) и переименовали клуб в «Ниагара-Фолс Флайерз» (англ. Niagara Falls Flyers). Главным достижением команды стало участие в трёх финалах Мемориального кубка. В 1963 году команда уступила «Эдмонтон Ойл Кингз» (сейчас это клуб «Портленд Уинтерхокс» из WHL), но в следующем финале в 1965 году обыграла этот клуб. В 1968 году выиграла финал у «Эстеван Брюинз» (сейчас это клуб «Камлупс Блэйзерс» из WHL).
В 1972 году клуб приобрел новый владелец, который перевёз команду в город Грейтер-Садбери (провинция Онтарио). Владелец объединил команду с местным клубом, который выступал в Юниорской хоккейной лиге Северного Онтарио (NOJHL). В том же году клуб под названием «Садбери Вулвз» вступил в лигу OHL.

## Командные достижения
| Кубок Джей Росса Робертсона - 1976 Финалист - 2007 Финалист Джордж Ричардсон Мемориал Трофи - 1932 Победитель - 1935 Победитель Бобби Орр Трофи - 2006-2007 Победитель | Гамильтон Спектэтор Трофи - 1975-1976 Победитель Лейдэн Трофи - 1975-1976 Победитель Эммс Трофи - 2000-2001 Победитель - 2019-2020 Победитель Кубок Мира среди молодёжных клубных команд - 2012 Победитель |

## Индивидуальные награды
- 1975-76: Джим Бедар — Дэйв Пинкни Трофи (Команда с наилучшим коэффициентом надёжности)
- 1978-79: Майк Фолиньо — Ред Тилсон Трофи (Лучший игрок года); Эдди Пауэрс Мемориал Трофи (Лучший бомбардир); Джим Мэйхон Мемориал Трофи (Лучший бомбардир среди правых нападающих)
- 1981-82: Пэт Вербик — Эммс Фэмили Эворд (Лучший новичок года)
- 1984: Дэйв Мойлэн — Джэк Фергюсон Эворд (Первый номер драфта)
- 1985-86: Джефф Браун — Макс Камински Трофи (Лучший защитник года)
- 1987: Джон Уньяк — Джэк Фергюсон Эворд
- 1993-94: Джейми Риверс — Макс Камински Трофи
- 1994-95: Дэвид МакДональд — Эф-Дабл-Ю "Динти" Мур Трофи (Вратарь-новичок с наилучшим коэффициентом надёжности)
- 1998-99: Норм Майлли — Джим Мэйхон Мемориал Трофи
- 1998-99: Райан МакКи — Дэн Снайдер Мемориал Трофи (Благотворитель года)
- 2000-01: Алексей Семёнов — Макс Камински Трофи
- 2004-05: Бенуа Пульо — Лучший новичок года CHL; Эммс Фэмили Эворд
- 2006-07: Марк Стаал — Макс Камински Трофи; Уэйн Грецки 99 Эворд (Лучший игрок плей-офф)
- 2008: Джон Макфарланд — Джэк Фергюсон Эворд
- 2009-10: Джон Куртц — Микки Рено Кэптейнс Трофи (Лучший капитан команды)
- 2011-12: Майкл Сгарбосса — Эдди Пауэрс Мемориал Трофи
- 2012-13: Коннор Бёрджесс — Иван Теннан Мемориал Эворд (Лучший игрок среди учащихся начальных школ)
- 2015: Давид Левин — Джек Фергюсон Эворд
- 2018: Куинтон Байфилд — Джек Фергюсон Эворд
- 2018-19: Укко-Пекка Луукконен — Ред Тилсон Трофи; Лучший вратарь года OHL
- 2018-19: Куинтон Байфилд — Эммс Фэмили Эворд; Лучший новичок года CHL
- 2021: Квентин Масти — Джек Фергюсон Эворд
- 2023-24: Дэвид Гойетт — Эдди Пауэрс Мемориал Трофи; Джим Мэйхон Мемориал Трофи

## Неиспользуемые номера
- 6 Рэнди Карлайл
- 8 Род Шютт
- 10 Рон Дюгей
- 14 Марк Стаал
- 15 Дейл Хантер
- 17 Майк Фолиньо

## Известные игроки
| - Дерек Армстронг - Джефф Браун - Кип Бреннан - Стив Валикетт - Эрик Вейл - Пэт Вербик - Джош Грэттон - Себастьян Дам - Рон Дюгей - Рэнди Карлайл - Крис Келли | - Джей МакКи - Дэйл МакКурт - Адам МакКуэйд - Пол Мара - Глен Мюррей - Шон О'Доннелл - Майкл Пека - Бенуа Пульо - Эндрю Рэйкрофт - Алексей Семёнов | - Марк Стаал - Стив Стейос - Деннис Уайдман - Фёдор Фёдоров - Майк Фишер - Майк Фолиньо - Ник Фолиньо - Джим Фокс - Майк Хадсон - Дэйв Хантер | - Дейл Хантер |